# Vigile del fuoco

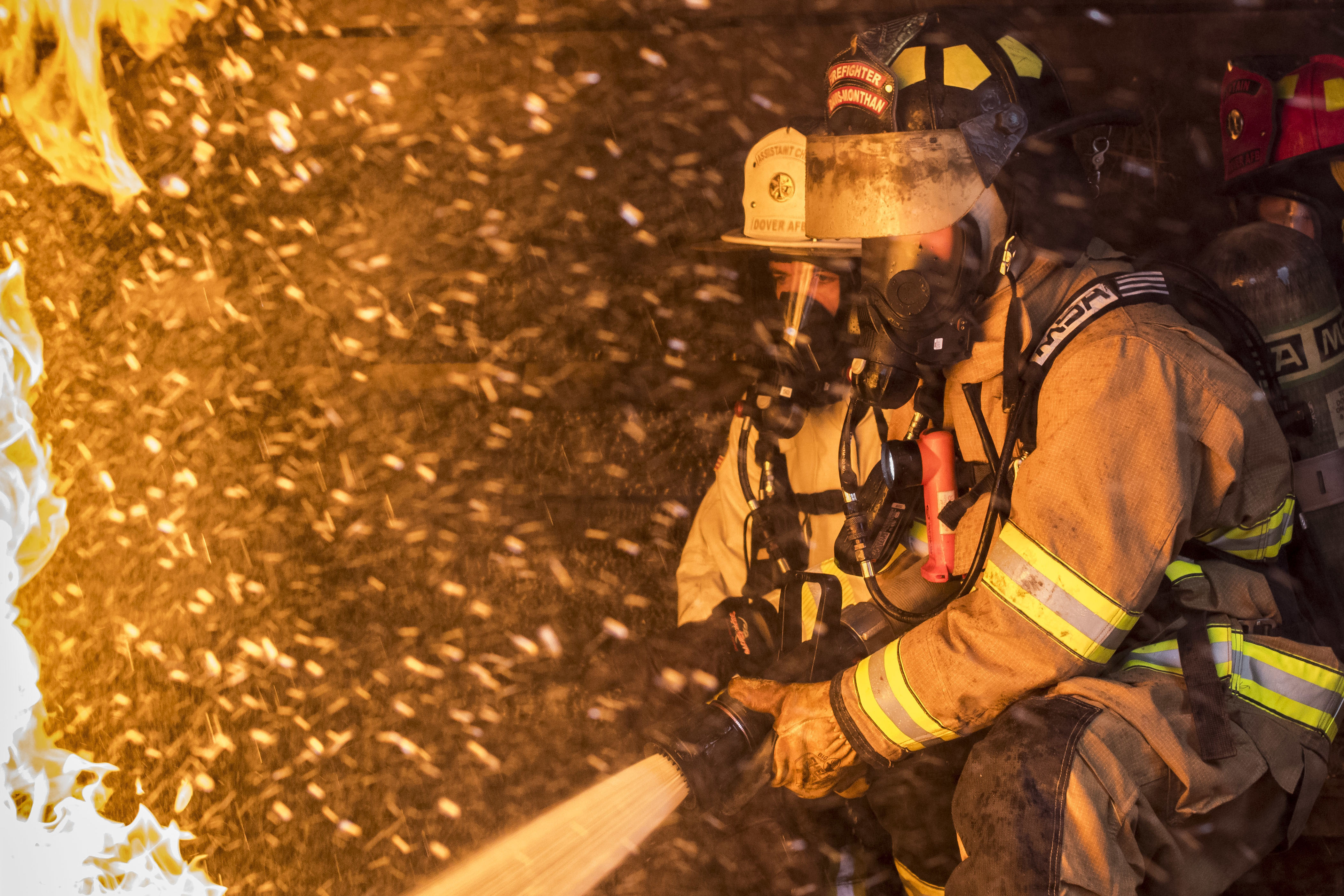
Coppia di vigili del fuoco impegnati nell'estinzione di un incendio.

Un vigile del fuoco, altrimenti detto pompiere (dal francesismo sapeurs-pompiers e indicato con tale termine nella Svizzera italiana), è una figura professionale a cui vengono affidati vari compiti nella prevenzione e protezione incendi, 
nonché della salvaguardia di vite umane, animali e cose.

## Storia
Una delle prime figure di questo tipo è quella del vigiles dell'Antica Roma da cui deriva la sua denominazione. Furono istituiti dopo l'enorme incendio del 23 a.C.. Essi avevano funzione sia di vigili del fuoco sia di polizia cittadina. Pattugliavano infatti le strade sia di giorno che di notte.
In Giappone il corpo dei pompieri (火消し?, hikeshi) fu fondato durante il periodo Edo. Essi utilizzavano, oltre alla consueta attrezzatura antincendio, una lampada chiamata matoi (纏?, matoi, まとい) per segnalare un edificio in fiamme.
Il primo vero e proprio corpo di pompieri in senso moderno venne fondato a Londra, conseguentemente al devastante incendio che la colpì nel 1666.

## Descrizione
L'inquadramento di questa figura - normata diversamente nei vari Stati del mondo - è solitamente in un corpo pubblico in alcuni casi dotati anche di unità paracadutiste, sebbene vi siano  anche soggetti privati incaricati della funzione, in modo volontario, e talvolta anche con limitate funzioni di polizia giudiziaria, ove la legge lo preveda.
Utilizzano autoveicoli e strumenti appositi come autobotti, autoscala, barra Halligan, estintori, accette, smerigliatrice, bombole d'ossigeno, cappuccio antifumo, lancia termica, coperte ignifughe e manichetta antincendio. Le competenze richieste per operazioni sicure vengono regolarmente esercitate durante le valutazioni dell'addestramento durante la carriera di un vigile del fuoco. Le abilità antincendio iniziali vengono normalmente insegnate attraverso accademie antincendio locali, regionali o approvate dallo stato o corsi di formazione.  A seconda dei requisiti di un dipartimento, in questo momento possono essere acquisite anche competenze e certificazioni aggiuntive come il soccorso tecnico e la medicina pre-ospedaliera.

## Competenze

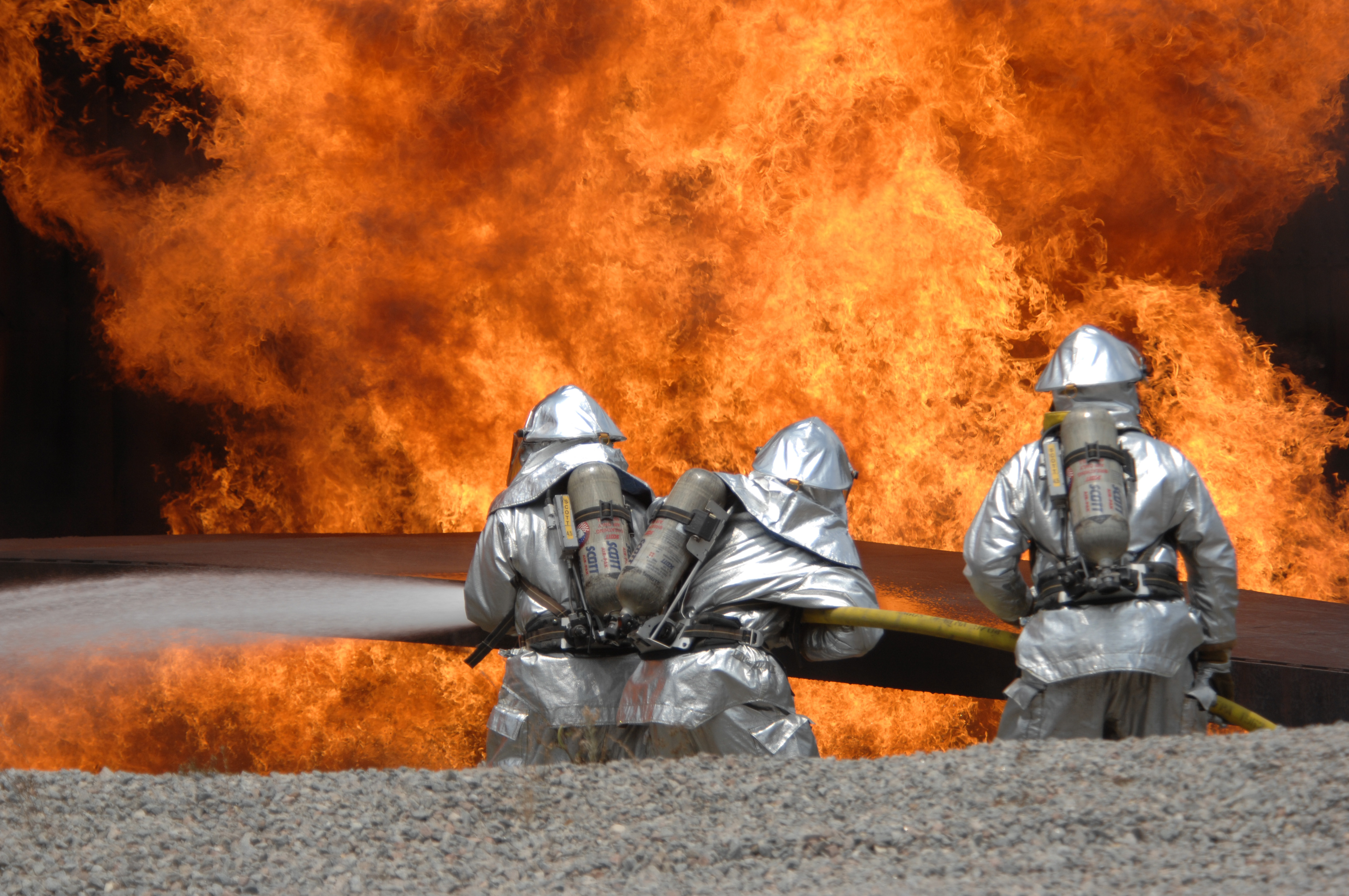
Vigili del fuoco in azione

Tra le competenze vi sono essenzialmente la prevenzione e protezione incendi, ma spesso sono allargate in molti casi ad attività di ricerca e soccorso, protezione e difesa civile e la tutela dei beni storico-artistici e culturali, a seconda dei contesti in cui operino e della normativa dei vari Stato del mondo.
Presso enti e stabilimenti produttivi inoltre una quota di personale può esser impiegata come unità di vigili del fuoco aziendali; a bordo delle navi passeggero vi può essere un marinaio addetto alla sorveglianza antincendio.

## Nel mondo

### Città del Vaticano
Il corpo dei vigili del fuoco dello Stato della Città del Vaticano è un organismo istituzionale ad ordinamento civile dello Stato della Città del Vaticano, istituito nel 1941 da papa Pio XII.

### Italia
Il Corpo nazionale dei vigili del fuoco del Ministero dell'Interno si occupa in Italia di svolgere attività di prevenzione e protezione dagli incendi, ed è costituito da dipendenti pubblici e da volontari.
Nella regione Trentino-Alto Adige, nello specifico nelle provincie di Trento e Bolzano, il servizio antincendio non è subordinato al Ministero, bensì al governo provinciale, e viene gestito rispettivamente dalla Federazione dei vigili del fuoco volontari della Provincia autonoma di Trento e dall'Unione provinciale dei corpi dei vigili del fuoco volontari dell'Alto Adige, tramite il dipartimento della protezione civile.

### Regno Unito
Nel Regno Unito le strutture operative dei vigili del fuoco sono gestite a livello locale, ovvero comitale, e talvolta congiuntamente; le eccezioni sono la Scozia e l'Irlanda del Nord, chi hanno corpi dei vigili del fuoco nazionali. Fino al 2013, la Scozia avvera corpi dei vigili regionali.

### Stati Uniti d'America
Negli USA le strutture operative dei vigili del fuoco sono gestite a livello locale, ovvero municipale o statale; a livello federale opera la United States Fire Administration - parte della Federal Emergency Management Agency - che detta disposizioni di coordinamento ai vigili locali, i quali relazionano su incendi ed incidenti ad essi correlati tramite il National Fire Incident Reporting System. Vi sono anche standard previsti a livello federale, stabiliti dalla National Fire Protection Association circa i requisiti, l'addestramento e l'equipaggiamento dei vigili.